# East Honolulu
East Honolulu ist ein Ort (census-designated place) des Honolulu County auf der Insel Oʻahu im US-amerikanischen Bundesstaat Hawaii.

## Geographie
East Honolulu umfasst das Gebiet direkt östlich des Zentrums von Honolulu, das am Wai'alae Country Club beginnt und sich nach Osten bis zum Makapu'u Point, dem östlichsten Punkt der Insel Oahu, erstreckt. Es besteht überwiegend aus gehobenen Wohnvierteln.

## Demographie
Laut der Volkszählung von 2020 leben hier 50.922 Einwohner. 24,1 % der Bevölkerung bezeichneten sich als Weiße, 0,6 % als Afroamerikaner, 2,9 % als indigene Hawaiianer und pazifische Insulaner und 47,6 % als Asian Americans. 0,9 % gaben die Angehörigkeit zu einer anderen Ethnie und 23,8  % zu mehreren Ethnien an. 5,4 % der Bevölkerung bestand aus Hispanics oder Latinos. Das mittlere Haushaltseinkommen lag 2019 bei 133.165 US-Dollar und die Armutsquote bei 3,3 %.